# Nucras caesicaudata
Nucras caesicaudata is een hagedis uit de familie echte hagedissen (Lacertidae).

## Naam en indeling
De wetenschappelijke naam van de soort werd voor het eerst voorgesteld door Donald George Broadley in 1972. Er is nog geen Nederlandse naam voor de hagedis, die in het Engels bluetailed bush lizard wordt genoemd vanwege de knalblauwe staart, ook bij volwassen dieren.

## Uiterlijke kenmerken
De lichaamskleur is zeer donker tot zwart met relatief brede en afstekende, gele lengtestrepen op het lichaam. Zowel de juvenielen als de volwassen dieren hebben een helder blauwe kleur aan de staart. De blauwe staart is een duidelijk onderscheid met andere soorten uit het geslacht zandveldhagedissen (Nucras), veel soorten hebben een bruine tot grijze staart. 

## Verspreiding en habitat
De soort komt voor in zuidelijk Mozambique, zuidwestelijk Zimbabwe en noordoostelijk Zuid-Afrika. Nucras caesicaudata leeft waarschijnlijk in droge savannen in zanderige streken. 

## Levenswijze
Er is weinig bekend over de biologie en levenswijze. De hagedis zou alleen tijdens termietenzwermen tevoorschijn komen, maar ook dit is nog niet goed onderzocht. De vrouwtjes zijn eierleggend.